# Armungia
Armungia (sardinsky: Armùngia, Armùnja) je italská obec (comune) v provincii Sud Sardegna v regionu Sardinie. Nachází se ve výšce 366 metrů nad mořem a má 418 obyvatel. Rozloha obce je 54,75 km².